# Sonata per a violí (Franck)
La Sonata en la major per a violí i piano de César Franck és una de les seves composicions més conegudes i es considera una de les millors sonates per a violí i piano mai escrites. És una amalgama del seu ric llenguatge harmònic nadiu amb les tradicions clàssiques que valorava molt, tot cohesionat dins d'una estructura cíclica.

## Origen i context
La Sonata per a violí en la va ser escrita l'any 1886, quan César Franck tenia 63 anys, com a regal de noces per al violinista Eugène Ysaÿe, de 28 anys. Vint-i-vuit anys abans, el 1858, Franck havia promès una sonata per a violí per a Cosima von Bülow. Això mai va aparèixer; s'ha especulat que qualsevol treball que Franck hagués fet en aquella peça va ser deixat de banda, i finalment va acabar en la sonata que va escriure per a Ysaÿe l'any 1886.
Franck no era present en el casament de Ysaÿe, però el matí del 26 de setembre de 1886 a Arlon, el seu amic comú Charles Bordes va presentar l'obra com a regal de Franck a Ysaÿe i la seva núvia Louise Bourdeau de Courtrai. Després d'un assaig precipitat, la cunyada d'Ysaÿe i Bordes, la pianista Marie-Léontine Bordes-Pène, va tocar la sonata als altres convidats al casament.
La Sonata va tenir el seu primer concert públic el 16 de desembre d'aquell any, al Musée Moderne de Peinture de Brussel·les. Ysaÿe i Bordes-Pène van tornar a ser els intèrprets. La Sonata va ser l'últim tema d'un llarg programa que va començar a les 3 de la tarda. Quan va arribar l'hora de la Sonata, havia caigut el capvespre i la galeria estava banyada per la foscor, però les autoritats del museu no van permetre cap llum artificial. Inicialment, semblava que s'hauria d'abandonar la Sonata, però Ysaÿe i Bordes-Pène van decidir continuar independentment. Van haver de tocar els darrers tres moviments de memòria en la foscor. Quan el violinista Armand Parent va comentar que Ysaÿe havia tocat el primer moviment més ràpid del que pretenia el compositor, Franck va respondre que Ysaÿe havia pres la decisió correcta, dient que «a partir d'ara no hi haurà altra manera de tocar-la». Vincent d'Indy, que era present, va gravar aquests detalls de l'acte.
Ysaÿe va mantenir la Sonata per a violí al seu repertori durant els següents 40 anys de la seva vida, amb una varietat de pianistes, com Théo Ysaÿe, Ernest Chausson, Ferruccio Busoni, Vincent d'Indy, Raoul Pugno, Camille Decreus, Arthur De Greef, Leopold Godowsky, Yves Nat, i molts altres. La seva defensa de la Sonata va contribuir al reconeixement públic de Franck com a compositor important. Aquest reconeixement va ser força tardà; Franck va morir quatre anys després de l'estrena pública de la Sonata, i no va tenir el seu primer èxit de públic sense qualificacions fins a l'últim any de la seva vida el 19 d'abril de 1890, a la Salle Pleyel, on es va estrenar el seu Quartet de corda en re.
La Sonata en la apareix regularment en programes de concerts i en enregistraments, i forma part del repertori bàsic de tots els violinistes principals. Jascha Heifetz la va tocar en el seu darrer recital el 1972.
La peça és especialment destacable per la dificultat de la seva part de piano, en comparació amb la majoria del repertori de música de cambra. Els problemes tècnics inclouen figures freqüentment extenses —el mateix compositor tenia unes mans molt grans— i passatges virtuosos amb arpegis i salts, especialment en el segon moviment, tot i que alguns fragments es poden facilitar fent servir una mà addicional per cobrir algunes notes.

## Estructura
L'obra és de caràcter cíclic, tots els moviments comparteixen fils temàtics comuns. Els temes d'un moviment reapareixen en moviments posteriors, però normalment es transformen. Franck havia adaptat aquesta tècnica de Franz Liszt, el seu amic, i el pare de Cosima von Bülow. Vincent d'Indy va descriure la Sonata com "el primer i més pur model de l'ús cíclic de temes en forma de sonata", i es va referir a ella com "aquest veritable monument musical".
Els moviments alternen entre lents i ràpids.
1. Allegretto ben moderato, 9/8
Aquest tema suau i dolçament reflexiu, introduït pel violí després d'una breu introducció del piano, és el nucli temàtic de tota l'obra. Franck inicialment l'havia concebut com un moviment lent, però Ysaÿe va preferir un tempo lleugerament més ràpid i va convèncer Franck perquè el marqués com a Allegretto.[9]
2. Allegro
Aquest moviment turbulent és de vegades considerat com el veritable primer moviment, amb el Allegretto ben moderato que actua com una llarga introducció.
3. Ben moderato: Recitativo-Fantasia
És d'índole improvisatòria i és lliure tant en estructura com en expressió.
4. Allegretto poco mosso
La melodia principal es presenta en imitació canònica entre els instruments, i apareix de manera semblant a un rondó fins a arribar a una conclusió triomfal i alçada. James Harding va descriure el moviment com "un magnífic exemple d'escriptura canònica, simple, majestuosa i irresistible en les seves àmplies i bellament elaborades proporcions".[2]